# Александар Инђић
Александар Инђић (Београд, 24. август 1995) је српски шаховски велемајстор и појединачни првак Европе 2024. Петоструки је појединачни првак Србије у шаху.

## Шаховска каријера
Александар је учио шах од свог оца Душана, међународног шаховског мајстора. Поред оца, на Александров развоју утицали су и велемајстори Драшко Велимировић и Бранко Дамљановић. Од 2015. ради са руским велемајстором и тренером Александром Морозјевићем.
Александар Инђић је титулу међународног мајстора стекао 2012. и велемајсторску титулу 2013. Освојио је првенство Србије у шаху 2014, 2018, 2020, 2023. и 2024.
У фебруару 2018. освојио је Отворено првенство Португалије победивши Антона Демченка у тајбрејку. Такође у фебруару учествовао је на Аерофлот Опен-у. Завршио је 38. од укупно 92 такмичара. У марту 2018. године наступио је на појединачном Европском првенству у Батумију. Заузео је 133. место.
На Појединачном Првенству Европе 2022. у Брежицама заузео је 21. место.
На Екипном првенству Европе 2023. у Будви освојио је златну медаљу са Репрезентацијом Србије.

## Првак Европе 2024
На Европском појединачном првенству одржаном у Петровцу на Мору у конкуренцији 388 играча из 41 земље Инђић је освојио прво место са 9 поена, испред Белгијанца Данијела Дарде који је освојио 8.5 поена и Немца Фредерика Сванеа који је освојио 8 поена. Од 11 одиграних партија, Инђић је победио 7 и ремизирао 4 партије (7/4/0). Од 388 учесника Европског појединачног првенства, 119 шахиста су имали тутуле велемајстора а 81 шахиста је имао титулу међународног мајстора. Пре почетка турнира, Инђић је био рангиран као 33. од свих учесника.